# Kanton Brou
Der Kanton Brou ist seit 1790 ein französischer Wahlkreis in den Arrondissements Châteaudun und Nogent-le-Rotrou im Département Eure-et-Loir in der Region Centre-Val de Loire; sein Hauptort ist Brou. Vertreter im Generalrat des Départements sind seit 2015 Françoise Hamelin (UDI) und Claude Térouinard (LR). 

## Geschichte
Der Kanton wurde 1801 eingerichtet und 2015 neugegliedert. 

## Gemeinden
Der Kanton besteht aus 24 Gemeinden mit insgesamt 22.964 Einwohnern (Stand: 1. Januar 2022) auf einer Gesamtfläche von 715,29 km²:
| Gemeinde                  | Einwohner 1. Januar 2022 | Fläche km² | Dichte Einw./km² | Code INSEE | Postleitzahl | Arrondissement   |
| ------------------------- | ------------------------ | ---------- | ---------------- | ---------- | ------------ | ---------------- |
| Authon-du-Perche          | 1.482                    | 34,82      | 43               | 28018      | 28330        | Nogent-le-Rotrou |
| Beaumont-les-Autels       | 430                      | 20,98      | 20               | 28031      | 28480        | Nogent-le-Rotrou |
| Béthonvilliers            | 132                      | 12,33      | 11               | 28038      | 28330        | Nogent-le-Rotrou |
| Brou                      | 3.245                    | 19,83      | 164              | 28061      | 28160        | Châteaudun       |
| Chapelle-Guillaume        | 182                      | 19,86      | 9                | 28078      | 28330        | Nogent-le-Rotrou |
| Chapelle-Royale           | 321                      | 9,89       | 32               | 28079      | 28290        | Nogent-le-Rotrou |
| Charbonnières             | 259                      | 20,91      | 12               | 28080      | 28330        | Nogent-le-Rotrou |
| Cloyes-les-Trois-Rivières | 5.601                    | 119,19     | 47               | 28103      | 28220        | Châteaudun       |
| Commune nouvelle d’Arrou  | 3.608                    | 145,3      | 25               | 28012      | 28290        | Châteaudun       |
| Coudray-au-Perche         | 364                      | 14,64      | 25               | 28111      | 28330        | Nogent-le-Rotrou |
| Dampierre-sous-Brou       | 445                      | 14,56      | 31               | 28123      | 28160        | Châteaudun       |
| Frazé                     | 488                      | 27,55      | 18               | 28161      | 28160        | Nogent-le-Rotrou |
| Gohory                    | 319                      | 9,47       | 34               | 28182      | 28160        | Châteaudun       |
| La Bazoche-Gouet          | 1.230                    | 37,44      | 33               | 28027      | 28330        | Nogent-le-Rotrou |
| Les Autels-Villevillon    | 110                      | 10,08      | 11               | 28016      | 28330        | Nogent-le-Rotrou |
| Les Étilleux              | 194                      | 8,35       | 23               | 28144      | 28330        | Nogent-le-Rotrou |
| Luigny                    | 423                      | 15,88      | 27               | 28219      | 28480        | Nogent-le-Rotrou |
| Miermaigne                | 171                      | 10,89      | 16               | 28252      | 28480        | Nogent-le-Rotrou |
| Montigny-le-Chartif       | 590                      | 25,96      | 23               | 28261      | 28120        | Nogent-le-Rotrou |
| Mottereau                 | 152                      | 8,79       | 17               | 28272      | 28160        | Châteaudun       |
| Moulhard                  | 139                      | 11,17      | 12               | 28273      | 28160        | Nogent-le-Rotrou |
| Saint-Bomer               | 194                      | 13,32      | 15               | 28327      | 28330        | Nogent-le-Rotrou |
| Unverre                   | 1.212                    | 62,33      | 19               | 28398      | 28160        | Châteaudun       |
| Yèvres                    | 1.673                    | 41,75      | 40               | 28424      | 28160        | Châteaudun       |
| Kanton Brou               | 22.964                   | 715,29     | 32               | 2803       | –            | –                |

Bis zur landesweiten Neuordnung der französischen Kantone im März 2015 gehörten zum Kanton Brou die elf Gemeinden Brou, Bullou, Dampierre-sous-Brou, Dangeau, Gohory, Mézières-au-Perche, Mottereau, Saint-Avit-les-Guespières, Unverre, Vieuvicq und Yèvres. Sein Zuschnitt entsprach einer Fläche von 239,87 km2. Er besaß vor 2015 einen anderen INSEE-Code als heute, nämlich 2806.

## Veränderungen im Gemeindebestand seit 2015
2019:
- Fusion Authon-du-Perche und Soizé → Authon-du-Perche

2018:
- Fusion Bullou, Dangeau (Kanton Châteaudun) und Mézières-au-Perche → Dangeau

2017: 
- Fusion Autheuil, Charray, Cloyes-sur-le-Loir, Douy, La Ferté-Villeneuil, Le Mée, Montigny-le-Gannelon, Romilly-sur-Aigre und Saint-Hilaire-sur-Yerre → Cloyes-les-Trois-Rivières
- Fusion Arrou, Boisgasson, Châtillon-en-Dunois, Courtalain, Langey und Saint-Pellerin → Commune nouvelle d’Arrou